# Mujinga Kambundji
Mujinga Elodie Kambundji (ur. 17 czerwca 1992 w Bernie) – szwajcarska lekkoatletka specjalizująca się w biegach sprinterskich, trzykrotna olimpijka (2016, 2021, 2024).

## Kariera sportowa
Dotarła do finału biegu na 200 metrów podczas mistrzostw świata juniorów młodszych w Bressanone (2009). W tym samym roku dwukrotnie stanęła na podium olimpijskiego festiwalu młodzieży Europy. Bez powodzenia startowała na juniorskich mistrzostwach świata w Moncton w 2010. W 2011 zajęła 5. miejsce zarówno na 100, jak i na 200 metrów podczas mistrzostw Europy w Tallinnie. Nie udało jej się awansować do półfinału biegu na 100 metrów w trakcie trwania mistrzostw Europy w Helsinkach.
W 2012 weszła w skład szwajcarskiej sztafety 4 × 100 metrów, która odpadła w eliminacjach podczas igrzysk olimpijskich w Londynie. Rok później startowała na młodzieżowych mistrzostwach Europy w Tampere, podczas których uplasowała się na 4. miejscu biegu na 100 metrów oraz była piąta na dwa razy dłuższym dystansie. W 2014 startowała na mistrzostwach Europy w Zurychu, podczas których zajęła 4. miejsce w biegu na 100 metrów, a na dwa razy dłuższym dystansie uplasowała się na piątej pozycji. W 2015 zajęła 5. miejsce w biegu na 60 metrów podczas halowych mistrzostw Starego Kontynentu. W 2016 wystartowała na mistrzostwach Europy rozgrywanych na Olympisch Stadion w Amsterdamie, podczas których wywalczyła brązowy medal w biegu na 100 metrów. Uczestniczka igrzysk olimpijskich w Rio de Janeiro (2016) oraz czwarta zawodniczka halowych mistrzostw Europy w Belgradzie (2017). Półfinalistka biegów na 100 oraz 200 metrów podczas mistrzostw świata w Londynie oraz piąta z koleżankami z reprezentacji w biegu rozstawnym 4 × 100 metrów w tym samym roku.
W 2018 zdobyła brąz halowych mistrzostw świata w biegu na 60 metrów. W 2019 wywalczyła brąz na dystansie 200 metrów podczas światowego czempionatu w Dosze. Halowa mistrzyni świata z Belgradu (2022). W tym samym roku uczestniczyła w finale biegów na 100, 200 i sztafecie 4 × 100 metrów na światowym czempionacie w Eugene, a także zdobyła dwa medale na europejskim odpowiedniku w Monachium. Zwyciężyła w biegu na 60 metrów na halowych mistrzostwach Europy w 2023 w Stambule. Mistrzyni Europy z Rzymu (2024) oraz wicemistrzyni Starego Kontynentu w hali (2025). W tym samym roku po raz drugi została halową mistrzynią świata.
Reprezentantka kraju podczas drużynowych mistrzostw Europy. Wielokrotna mistrzyni i juniorska rekordzistka Szwajcarii.

## Życie prywatne
Jest jedną z czterech córek Kongijczyka Sufako i Szwajcarki Ruth. Jej młodsza siostra Ditaji jest także lekkoatletką, sprinterką w biegach płotkarskich.

## Osiągnięcia
| Rok  | Impreza                                 | Miejsce        | Konkurencja        | Lokata     | Wynik |
| ---- | --------------------------------------- | -------------- | ------------------ | ---------- | ----- |
| 2009 | Mistrzostwa świata juniorów młodszych   | Bressanone     | bieg na 100 m      | półfinał   | 11,87 |
| 2009 | Mistrzostwa świata juniorów młodszych   | Bressanone     | bieg na 200 m      | 6. miejsce | 23,92 |
| 2009 | Olimpijski Festiwal Młodzieży Europy    | Tampere        | bieg na 100 m      | 2. miejsce | 11,84 |
| 2009 | Olimpijski Festiwal Młodzieży Europy    | Tampere        | sztafeta 4 × 100 m | 1. miejsce | 46,30 |
| 2010 | II liga drużynowych mistrzostw Europy   | Belgrad        | bieg na 100 m      | 4. miejsce | 11,90 |
| 2010 | II liga drużynowych mistrzostw Europy   | Belgrad        | bieg na 200 m      | 1. miejsce | 24,20 |
| 2010 | II liga drużynowych mistrzostw Europy   | Belgrad        | sztafeta 4 × 100 m | 2. miejsce | 45,46 |
| 2010 | Mistrzostwa świata juniorów             | Moncton        | bieg na 100 m      | eliminacje | 11,70 |
| 2010 | Mistrzostwa świata juniorów             | Moncton        | bieg na 200 m      | półfinał   | 23,68 |
| 2011 | I liga drużynowych mistrzostw Europy    | Izmir          | bieg na 100 m      | eliminacje | 11,85 |
| 2011 | I liga drużynowych mistrzostw Europy    | Izmir          | sztafeta 4 × 100 m | 3. miejsce | 44,50 |
| 2011 | Mistrzostwa Europy juniorów             | Tallinn        | bieg na 100 m      | 5. miejsce | 11,53 |
| 2011 | Mistrzostwa Europy juniorów             | Tallinn        | bieg na 200 m      | 5. miejsce | 23,70 |
| 2011 | Mistrzostwa Europy juniorów             | Tallinn        | sztafeta 4 × 100 m | eliminacje | 45,52 |
| 2012 | Mistrzostwa Europy                      | Helsinki       | bieg na 100 m      | eliminacje | 11,68 |
| 2012 | Igrzyska olimpijskie                    | Londyn         | sztafeta 4 × 100 m | eliminacje | 43,54 |
| 2013 | Halowe mistrzostwa Europy               | Göteborg       | bieg na 60 m       | eliminacje | 7,42  |
| 2013 | I liga drużynowych mistrzostw Europy    | Dublin         | bieg na 100 m      | 9. miejsce | 12,22 |
| 2013 | I liga drużynowych mistrzostw Europy    | Dublin         | sztafeta 4 × 100 m | 2. miejsce | 44,24 |
| 2013 | Młodzieżowe mistrzostwa Europy          | Tampere        | bieg na 100 m      | 4. miejsce | 11,55 |
| 2013 | Młodzieżowe mistrzostwa Europy          | Tampere        | bieg na 200 m      | 5. miejsce | 23,46 |
| 2013 | Mistrzostwa świata                      | Moskwa         | bieg na 200 m      | eliminacje | 23,24 |
| 2013 | Mistrzostwa świata                      | Moskwa         | sztafeta 4 × 100 m | eliminacje | 43,21 |
| 2014 | Mistrzostwa Europy                      | Zurych         | bieg na 100 m      | 4. miejsce | 11,30 |
| 2014 | Mistrzostwa Europy                      | Zurych         | bieg na 200 m      | 5. miejsce | 22,73 |
| 2014 | Mistrzostwa Europy                      | Zurych         | sztafeta 4 × 100 m | –          | DNF   |
| 2015 | Halowe mistrzostwa Europy               | Praga          | bieg na 60 m       | 5. miejsce | 7,11  |
| 2015 | Mistrzostwa świata                      | Pekin          | bieg na 100 m      | półfinał   | 11,07 |
| 2015 | Mistrzostwa świata                      | Pekin          | bieg na 200 m      | półfinał   | 22,64 |
| 2015 | Mistrzostwa świata                      | Pekin          | sztafeta 4 × 100 m | eliminacje | 43,38 |
| 2016 | Mistrzostwa Europy                      | Amsterdam      | bieg na 100 m      | 3. miejsce | 11,25 |
| 2016 | Mistrzostwa Europy                      | Amsterdam      | bieg na 200 m      | półfinał   | 23,23 |
| 2016 | Igrzyska olimpijskie                    | Rio de Janeiro | bieg na 100 m      | półfinał   | 11,16 |
| 2016 | Igrzyska olimpijskie                    | Rio de Janeiro | bieg na 200 m      | półfinał   | 22,83 |
| 2017 | Halowe mistrzostwa Europy               | Belgrad        | bieg na 60 m       | 4. miejsce | 7,16  |
| 2017 | I liga drużynowych mistrzostw Europy    | Vaasa          | bieg na 100 m      | 1. miejsce | 11,45 |
| 2017 | I liga drużynowych mistrzostw Europy    | Vaasa          | sztafeta 4 × 100 m | 1. miejsce | 43,77 |
| 2017 | Mistrzostwa świata                      | Londyn         | bieg na 100 m      | półfinał   | 11,11 |
| 2017 | Mistrzostwa świata                      | Londyn         | bieg na 200 m      | półfinał   | 23,00 |
| 2017 | Mistrzostwa świata                      | Londyn         | sztafeta 4 × 100 m | 5. miejsce | 42,51 |
| 2018 | Halowe mistrzostwa świata               | Birmingham     | bieg na 60 m       | 3. miejsce | 7,05  |
| 2018 | Mistrzostwa Europy                      | Berlin         | bieg na 100 m      | 4. miejsce | 11,05 |
| 2018 | Mistrzostwa Europy                      | Berlin         | bieg na 200 m      | 4. miejsce | 22,45 |
| 2019 | Halowe mistrzostwa Europy               | Glasgow        | bieg na 60 m       | 5. miejsce | 7,16  |
| 2019 | Superliga drużynowych mistrzostw Europy | Bydgoszcz      | bieg na 200 m      | 1. miejsce | 22,72 |
| 2019 | Superliga drużynowych mistrzostw Europy | Bydgoszcz      | sztafeta 4 × 100 m | 2. miejsce | 43,11 |
| 2019 | Mistrzostwa świata                      | Doha           | bieg na 100 m      | półfinał   | 11,10 |
| 2019 | Mistrzostwa świata                      | Doha           | bieg na 200 m      | 3. miejsce | 22,51 |
| 2019 | Mistrzostwa świata                      | Doha           | sztafeta 4 × 100 m | 4. miejsce | 42,18 |
| 2021 | Igrzyska olimpijskie                    | Tokio          | bieg na 100 m      | 6. miejsce | 10,99 |
| 2021 | Igrzyska olimpijskie                    | Tokio          | bieg na 200 m      | 7. miejsce | 22,30 |
| 2021 | Igrzyska olimpijskie                    | Tokio          | sztafeta 4 × 100 m | 4. miejsce | 42,08 |
| 2022 | Halowe mistrzostwa świata               | Belgrad        | bieg na 60 m       | 1. miejsce | 6,96  |
| 2022 | Mistrzostwa świata                      | Eugene         | bieg na 100 m      | 5. miejsce | 10,91 |
| 2022 | Mistrzostwa świata                      | Eugene         | bieg na 200 m      | 8. miejsce | 22,55 |
| 2022 | Mistrzostwa świata                      | Eugene         | sztafeta 4 × 100 m | 7. miejsce | 42,81 |
| 2022 | Mistrzostwa Europy                      | Monachium      | bieg na 100 m      | 2. miejsce | 10,99 |
| 2022 | Mistrzostwa Europy                      | Monachium      | bieg na 200 m      | 1. miejsce | 22,32 |
| 2023 | Halowe mistrzostwa Europy               | Stambuł        | bieg na 60 m       | 1. miejsce | 7,00  |
| 2023 | Mistrzostwa świata                      | Budapeszt      | bieg na 100 m      | półfinał   | 11,04 |
| 2024 | Mistrzostwa Europy                      | Rzym           | bieg na 100 m      | 8. miejsce | 11,15 |
| 2024 | Mistrzostwa Europy                      | Rzym           | bieg na 200 m      | 1. miejsce | 22,49 |
| 2024 | Igrzyska olimpijskie                    | Paryż          | bieg na 100 m      | 6. miejsce | 10,99 |
| 2024 | Igrzyska olimpijskie                    | Paryż          | bieg na 200 m      | półfinał   | 22,63 |
| 2024 | Igrzyska olimpijskie                    | Paryż          | sztafeta 4 × 100 m | –          | DQ    |
| 2025 | Halowe mistrzostwa Europy               | Apeldoorn      | bieg na 60 m       | 2. miejsce | 7,02  |
| 2025 | Halowe mistrzostwa świata               | Nankin         | bieg na 60 m       | 1. miejsce | 7,04  |

## Rekordy życiowe
- Bieg na 60 metrów (hala) – 6,96 s (2022) rekord Szwajcarii, 6. wynik w historii światowej lekkoatletyki
- Bieg na 100 metrów – 10,89 s (2022) rekord Szwajcarii
- Bieg na 200 metrów – 22,05 s (2022) rekord Szwajcarii
- Bieg na 200 metrów (hala) – 23,96 s (2014)

25 maja 2014 Kambundji biegła na pierwszej zmianie szwajcarskiej sztafety 4 × 200 metrów, która w Nassau ustanowiła wynikiem 1:31,75 rekord kraju w tej konkurencji.
5 sierpnia 2021 Kambundji biegła na trzeciej zmianie szwajcarskiej sztafety 4 × 100 metrów, która w Tokio ustanowiła wynikiem 42,05 rekord kraju w tej konkurencji.